# 廣州殺人王之人皮日記
《廣州殺人王之人皮日記》（英語：Diary Of A Serial Killer）是一部1995年由陳奧圖執導香港電影，敍述有關根据1990年2月至1994年9月廣州殺人王罗树标真实连环杀人案件改编而製。由陳國邦、楊玉梅、張睿羚、何家駒、邵傳勇和黃笑玲主演，陳國邦是在1989年香港演藝學院畢業，而楊玉梅、邵傳勇和張睿羚等，是曾於亞洲電視藝員和亞洲小姐參選者。
而被香港電檢處定為三級片，原因發現肢解、虐殺過程。

## 劇情
該片敍述劉樹標（陳國邦 飾）原本是一個更大美好家庭的，但由受1980年，遭女公安和同黨圍毆和陷害陰影，因此進行殺害13個妓女，並進行寫在「人皮日記」內過程，其內在運送屍體途中，遇上賈玉梅（楊玉梅 飾）便在暫住劉樹標家中，在晚膳時，劉樹標和賈玉梅遇上前男朋友良（邵傳勇 飾）鬧翻，於是進行大報復，但不果，期間賈玉梅向劉樹標訴苦，劉樹標進行大報復殺害良，之後標陰影重現，因此賈玉梅再次心傷。1995年間，劉樹標向賈玉梅說述有關案發事件，因為被公安識破後，關上大牢中，劉樹標在面臨判死刑內，黃愛梅（張睿羚 飾）和其女兒探望，在行刑間，賈玉梅想最後看劉樹標一面，但不果，當聽到槍聲一時，賈玉梅最後悲傷欲絕，而遺孀黃愛梅也看到事情非常痛心。

## 主要演員
| 演員   | 角色              |
| 陳國邦 | 劉樹標            |
| 楊玉梅 | 賈玉梅            |
| 張睿羚 | 黃愛梅            |
| 何家駒 | 呂家坤 (別名李坤) |
| 邵傳勇 | 良                |
| 黃愛美 | 日本妓女          |
| 曾燕   | 妓女              |
| 陳青雯 | 妓女              |

## 製作
該片由天洪電影國際有限公司和新一代電影娛樂製作拍攝，於1995年3月初進行拍攝至1995年4月底止，而拍攝地點除了陳國邦於廣州拍攝之外，其他也是於大埔區拍攝，包括地點聯益有記市場。

## 外部連結
- 互联网电影数据库（IMDb）上《廣州殺人王之人皮日記》的资料（英文）
- 香港影庫上《廣州殺人王之人皮日記》的資料（繁體中文）